# Narudasia festiva
Narudasia festiva är en ödleart som beskrevs av  Paul Ayshford Methuen och HEWITT 1914. Narudasia festiva ingår i släktet Narudasia och familjen geckoödlor. Inga underarter finns listade i Catalogue of Life.